# Belga labdarúgó-szuperkupa
A Belga labdarúgó-szuperkupa (hollandul: Belgische Super Cup, franciául: Supercoupe de Belgique, németül: Belgischer Fußball-Super Cup) egy 1979-ben alapított, a Belga labdarúgó-szövetség által kiírt kupa. Tradicionálisan az új idény első meccsét jelenti, s az előző év bajnoka játszik az előző év kupagyőztesével. 
A legsikeresebb csapat a Club Brugge gárdája, tizennyolc győzelemmel.

## Kupadöntők
| Év   | Belga bajnok   | Eredmény         | Belga kupagyőztes  |
| ---- | -------------- | ---------------- | ------------------ |
| 1979 | Beveren        | 1–1, (3–2, b.u.) | Beerschot VAV      |
| 1980 | Club Brugge    | 1–1, (4–3, b.u.) | Beveren            |
| 1981 | Anderlecht     | 0–0, (1–3, b.u.) | Standard Liège     |
| 1982 | Standard Liège | 2–3              | KSV Waregem        |
| 1983 | Standard Liège | 1–1, (5–4, b.u.) | Beveren            |
| 1984 | Beveren        | 5–1              | Gent               |
| 1985 | Anderlecht     | 2–1              | Cercle Brugge      |
| 1986 | Anderlecht     | 0–1              | Club Brugge        |
| 1987 | Anderlecht     | 1–1 / 2–0        | Mechelen           |
| 1988 | Club Brugge    | 1–0              | Anderlecht         |
| 1989 | Mechelen       | [ mj 3 ]         | Anderlecht         |
| 1990 | Club Brugge    | 2–2, (7–6, b.u.) | RFC Liège          |
| 1991 | Anderlecht     | 3–3, (5–6, b.u.) | Club Brugge        |
| 1992 | Club Brugge    | 1–1, (4–1, b.u.) | Royal Antwerp      |
| 1993 | Anderlecht     | 3–0              | Standard Liège     |
| 1994 | Anderlecht     | 1–3              | Club Brugge        |
| 1995 | Anderlecht     | 2–1              | Club Brugge        |
| 1996 | Club Brugge    | 5–2              | Club Brugge        |
| 1997 | Lierse SK      | 1–0              | Germinal Ekeren    |
| 1998 | Club Brugge    | 2–1              | Genk               |
| 1999 | Genk           | 1–3              | Lierse SK          |
| 2000 | Anderlecht     | 3–1              | Genk               |
| 2001 | Anderlecht     | 4–1              | Westerlo           |
| 2002 | Genk           | 0–2              | Club Brugge        |
| 2003 | Club Brugge    | 1–1, (5–4, b.u.) | La Louvière        |
| 2004 | Anderlecht     | 0–2              | Club Brugge        |
| 2005 | Club Brugge    | 1–1, (4–2, b.u.) | Germinal Beerschot |
| 2006 | Anderlecht     | 3–1              | Zulte-Waregem      |
| 2007 | Anderlecht     | 3–1              | Club Brugge        |
| 2008 | Standard Liège | 3–1              | Anderlecht         |
| 2009 | Standard Liège | 2–0              | Genk               |
| 2010 | Anderlecht     | 1–0              | Gent               |
| 2011 | Genk           | 1–0              | Standard Liège     |
| 2012 | Anderlecht     | 3–2              | Lokeren            |
| 2013 | Anderlecht     | 1–0              | Genk               |
| 2014 | Anderlecht     | 2–1              | Lokeren            |
| 2015 | Gent           | 1–0              | Club Brugge        |
| 2016 | Club Brugge    | 2–1              | Standard Liège     |
| 2017 | Anderlecht     | 2–1              | Zulte-Waregem      |
| 2018 | Club Brugge    | 2–1              | Standard Liège     |
| 2019 | Genk           | 3–0              | Mechelen           |
| 2020 | Club Brugge    | [ mj 5 ]         | Antwerp            |
| 2021 | Club Brugge    | 3–2              | Genk               |
| 2022 | Club Brugge    | 1–0              | KAA Gent           |
| 2023 | Antwerp        | 1–1, (5–4, b.u.) | Mechelen           |
| 2024 | Club Brugge    | 1–2              | Union SG           |
| 2025 | Union SG       | 1–2              | Club Brugge        |

1. 1 2  1980-ban és 1982-ben a belga kupát a Waterschei csapata nyerte. A Belga labdarúgó-szövetség döntése miatt amatőr csapat nem vehetett részt a szuperkupa döntőben. Helyettük a kupadöntők vesztesei a Beveren (1980) és a Waregem (1982) vett részt.
2. ↑  1987-ben két mérkőzésen dőlt el a szuperkupa sorsa.
3. ↑  Nem rendezték meg.
4. ↑  A mérkőzést 2006. július 22-én játszották, de a heves esőzések miatt egy félidőnyi játék után (0–0) félbeszakadt. A folytatásra még ugyanebben az évben, december 20-án került sor.
5. ↑  Nem rendezték meg.

- h.u. – hosszabbítás után
- b.u. – büntetők után

## Statisztika

### Győzelmek száma klubonként
| Csapat                       | Győztes | Döntős                                       |
| ---------------------------- | --- | -------------------------------------------- |
| Club Brugge                  | 18 (1980, 1986, 1988, 1990, 1991, 1992, 1994, 1996, 1998, 2002, 2003, 2004, 2005, 2016, 2018, 2021, 2022, 2025) | 4 (1995, 2007, 2015, 2024)                   |
| Anderlecht                   | 13 (1985, 1987, 1993, 1995, 2000, 2001, 2006, 2007, 2010, 2012, 2013, 2014, 2017)                               | 7 (1981, 1986, 1988, 1991, 1994, 2004, 2008) |
| Standard Liège               | 4 (1981, 1983, 2008, 2009)                                                                                      | 5 (1982, 1993, 2011, 2016, 2018)             |
| Genk                         | 2 (2011, 2019)                                                                                                  | 7 (1998, 1999, 2000, 2002, 2009, 2013, 2021) |
| Beveren                      | 2 (1979, 1984)                                                                                                  | 2 (1980, 1983)                               |
| Lierse                       | 2 (1997, 1999)                                                                                                  | –                                            |
| Gent                         | 1 (2015) | 3 (1984, 2010, 2022)                         |
| Royal Antwerp                | 1 (2023) | 1 (1992)                                     |
| KSV Waregem                  | 1 (1982) | 0                                            |
| Union SG                     | 1 (2024) | 1 (2025)                                     |
| Mechelen                     | – | 3 (1987, 2019, 2023)                         |
| Cercle Brugge                | – | 2 (1985, 1996)                               |
| Germinal Beerschot Antwerpen | – | 2 (1997, 2005)                               |
| Lokeren                      | – | 2 (2012, 2014)                               |
| Zulte-Waregem                | – | 2 (2006, 2017)                               |
| Beerschot VAV                | – | 1 (1979)                                     |
| RFC Liège                    | – | 1 (1990)                                     |
| Westerlo                     | – | 1 (2001)                                     |
| La Louvière                  | – | 1 (2003)                                     |